# Petrus Diaconus

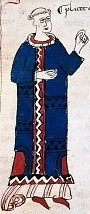
Petrus Diaconus in Dialogorum libri quattuor door Gregorius, in de Biblioteca Ambrosiana

Petrus Diaconus (letterlijk: Peter de diaken) was de bibliothecaris van de abdij van Monte Cassino en continuator van de Chronicon Monasterii Casinensis. De kroniek werd begonnen door Leo van Ostia. Volgens zowel Ferdinand Chalandon als John Julius Norwich is Petrus een armzalig historicus en schrijver, een stuk lager in te schatten dan Leo.
Als vermaard afstammeling van de graven van Tusculum werd hij geschonken in 1115 aan de abdij van Monte Cassino. Omstreeks 1127 werd hij gedwongen om de abdij te verlaten en ging hij op rust in het nabije Atina (Atina, Lazio). Hij steunde immers zijn abt Oderisius die werd afgezet door Paus Honorius II. In 1131 kon hij na de dood van Paus Honorius terugkeren naar de abdij. Namens zijn abdij verscheen hij voor keizer Lotharius III in 1137, tijdens diens doorreis in Italië. De keizer was zo verheugd over hem dat hij Petrus Diaconus benoemde tot zijn kapelaan en secretaris. Vermoedelijk had hij hem permanent aan zich willen verbinden, ware het niet dat abt Wibald Petrus dwong naar het klooster terug te keren.
Vanaf zijn terugkeer naar de abdij In 1131 werd Petrus bibliothecaris en archivaris van de abdijarchieven. Hiervan stelde hij een cartularium samen (Registrum Petri Diaconi). Naast de voortzetting van de kroniek van Monte Cassino (en de introductie van diverse vervalsingen) schreef hij verschillende historische werken waaronder: De viris illustribus Casinensibus (Over illustere mannen van Cassino), De ortu et obitu justorum Casinensium (Over geboorte en sterven van de rechtvaardigen van Cassino); De locis sanctis (Over de heilige plaatsen); Disciplina Casinensis (Over de kloosterdiscipline van Cassino) en Rhythmus de novissimis diebus (Ritme van de nieuwste dagen).
Petrus vervalste onder de naam van Gordianus, de Passio sancti Placidi (De marteldood van St. Placidus). Hij is een ijdel en bij wijlen ongeloofwaardige, maar onderhoudende schrijver. Zijn werken zijn gepubliceerd in de Patrologia Latina, CLXXIII, 763-1144.